# Tüskés Gábor
Tüskés Gábor (Pécs, 1955. szeptember 13. –) Humboldt-díjas magyar irodalomtörténész, néprajzkutató, egyetemi tanár. Tüskés Tibor fia.

## Életpályája
1970–1974 között a pécsi Nagy Lajos Gimnáziumban és a Leőwey Klára Gimnáziumban tanult. 1975–1980 között az ELTE BTK német nyelv és irodalom, történelem és néprajz szakos hallgatója. 1980-ban német nyelv és irodalom szakos előadói és etnográfusi diplomát szerzett.
1980–1982 között az MTA Néprajzi Kutató Csoportjának szerződéses munkatársa, 1983–1986 között az MTA TMB továbbképzési ösztöndíjasa, 1987–1989 között az MTA-Soros Alapítvány ösztöndíjasa. 1989–1990-ben az Alexander von Humboldt Alapítvány ösztöndíjasa a Würzburgi Egyetem Germanisztikai Intézetében. 1984-ben a bölcsészettudomány doktora (ELTE), 1987-ben a történelem (néprajz)tudomány kandidátusa (CSc) fokozatot szerzett.
1991-től az MTA Irodalomtudományi Intézetének tudományos munkatársa, 1992-től főmunkatársa, 2000-től a XVIII. Századi Osztály vezetője, tudományos tanácsadó. 1997-ben az MTA doktora (az irodalomtudomány doktora, DSc) címet szerzett. 
Az 1990-es években többször kutatott külföldön: 1993-ban a CNRS chercheur associé-ja Párizsban, 1994-ben a Mellon Alapítvány ösztöndíjasa Wolfenbüttelben, 1996-ban és 1998-ban a British Academy vendégkutatója a londoni Warburg Intézetben, 1998-ban és 2010-ben az Alexander von Humboldt Alapítvány ösztöndíjasa az aacheni Rheinisch-Westfälische Technische Hochschule Germanisztikai Intézetében. 2000‒2003 között Széchenyi Professzori Ösztöndíjas.
2004-től az irodalomtudomány habilitált doktora (ELTE), egyetemi docens az egri Eszterházy Károly Főiskolán. 2005-től egyetemi magántanár (ELTE), 2006-tól egyetemi tanár. 2006–2015 között az Eszterházy Károly Főiskola Világirodalom Tanszékének tanszékvezető egyetemi tanára, 2016–2018 között egyetemi tanár az Eszterházy Károly Egyetem Magyar Irodalomtudományi Intézetében. 2009-ben a Magyar Tudományos Akadémia Nyelv- és Irodalomtudományok Osztálya levelező tagságra ajánlotta.
2001-től a Grimmelshausen Társaság vezetőségi tagja, 2003‒2015 között az MTA Irodalomtudományi Bizottságának tagja, 2005‒2007 között az OTKA Magyar Irodalomtudomány ‒ Modern Filológia zsűrijének elnöke, 2008-tól az MTA és az Osztrák Tudományos Akadémia Irodalom- és Kultúratudományi Bizottságának alelnöke, 2009‒2010-ben az MTA Felsőoktatási Munkacsoportjának tagja, 2010‒2016 között az Eszterházy Károly Főiskola Intézményi Doktori Tanácsának tagja.

### Családja
Szülei: Szemes Anna középiskolai magyartanár és Tüskés Tibor író, irodalomtörténész. Felesége Knapp Éva irodalomtörténész, könyvtörténész. Lánya Tüskés Anna (1981–) irodalomtörténész, művészettörténész.

## Munkássága
Fő kutatási területei a 18. századi magyar irodalomtörténet, tudomány- és kritikatörténet, összehasonlító irodalomtudomány, történeti elbeszéléskutatás, szöveg és kép viszonya, II. Rákóczi Ferenc és Mikes Kelemen életműve. Mintegy ötven könyvet jelentetett meg és kb. háromszáz tanulmányt közölt hazai és nemzetközi szakfolyóiratokban, tanulmánykötetekben. Számos előadást tartott német, francia, angol és közép-kelet-európai egyetemeken. 
Eredményeivel hozzájárult a magyarországi kora újkori kutatások minőségének és nemzetközi elismerésének növeléséhez. Több nemzetközi kézikönyv, köztük az Enzyklopädie des Märchens (1977–2015), a Marienlexikon (1988–1994) és a Companion to Emblem Studies (2008) munkatársa. Könyveiről mintegy száznyolcvan recenzió jelent meg, ezek kb. egyharmada nemzetközi szakfolyóiratokban. 
Feldolgozta a 17‒18. századi mirákulumirodalmat, a népi vallásosság történetének számos forrását és a magyarországi zarándokhelyek kisgrafikai ábrázolásait. A CNRS felkérésére elkészítette a magyarországi népi vallásosság 1960–1990 közötti szakirodalmának annotált bibliográfiáját. Feltárta Nádasi János munkásságát, bemutatta a 17. századi elbeszélő egyházi irodalom előállításának, közvetítésének, átalakításának és befogadásának folyamatait, európai kapcsolatait. Megvilágította a kora újkori kép-szöveg kombinációk több típusának irodalom- és képelméleti alapjait, szerkezeti összefüggéseit, hatástörténetét. Részt vett II. Rákóczi Ferenc műveinek kritikai kiadásában. Alapkutatásokat végzett a magyar irodalomtudomány és kritika 18. századi történetéhez, a német-magyar és a francia-magyar irodalmi kapcsolatok területén. Több OTKA-kutatás témavezetője, 2010-től a Mikes-szótár kutatásvezetője. Sajtó alá rendezte a Törökországi levelek szerzői kéziratának hasonmás kiadását.
2002 óta számos nemzetközi konferenciát rendezett, magyar és idegen nyelvű tematikus tanulmánykötetet szerkesztett: 2002: Bod Péter, a historia litteraria művelője; 2002: Magyarország képe a kora újkori német irodalomban. A magyar vagy erdélyi Simplicissimus a barokk utazási elbeszélések és kópéregények összefüggésében; 2007: Militia et litterae. A két Zrínyi Miklós és Európa; 2008: Fortunatus, Melusine, Genovefa. Nemzetközi elbeszélő témák a kora újkori német és magyar irodalomban; 2011: Irodalomközvetítés és interkulturalitás a száműzetésben. Mikes Kelemen munkássága az európai felvilágosodás kontextusában; 2017: Felvilágosult társaságok, irodalom és tudomány Közép-Európában; 2019: Magyarország az európai fikciós irodalomban (kb. 1550‒2000); 2022: Janzenizmusok és irodalom Közép-Európában.

## Monográfiák, tanulmánykötetek
- Szilárdfy Zoltán–Tüskés Gábor–Knapp Éva: Barokk kori kisgrafikai ábrázolások magyarországi búcsújáróhelyekről; Egyetemi Könyvtár, Bp., 1987 (Fontes et studia)
- Búcsújárás a barokk kori Magyarországon a mirákulumirodalom tükrében; Akadémiai, Bp., 1993
- Tüskés Gábor–Knapp Éva: Volksfrömmigkeit in Ungarn. Beiträge zur vergleichenden Literatur- und Kulturgeschichte; Röll, Dettelbach, 1996 (Quellen und Forschungen zur europäischen Ethnologie)
- A XVII. századi elbeszélő egyházi irodalom európai kapcsolatai. Nádasi János; Universitas, Bp., 1997 (Historia litteraria)
- Ősze András; fotó Móser Zoltán, Szepsy Szűcs Levente, Tüskés Gábor; Universitas, Bp., 1998
- Johannes Nádasi. Europäische Verbindungen der geistlichen Erzählliteratur Ungarns im 17. Jahrhundert; Niemeyer, Tübingen, 2001 (Frühe Neuzeit)
- Tüskés Gábor–Knapp Éva: Népi vallásosság Magyarországon a 17-18. században. Források, formák, közvetítők; Osiris, Bp., 2001
- Tüskés Gábor–Knapp Éva: Az egyházi irodalom műfajai a XVII-XVIII. században. Tanulmányok; Argumentum, Bp., 2002 (Irodalomtörténeti füzetek)
- Knapp Éva–Tüskés Gábor: Emblematics in Hungary. A study of the history of symbolic representation in renaissance and baroque literature; Niemeyer, Tübingen, 2003 (Frühe Neuzeit)
- Knapp Éva–Tüskés Gábor: Populáris grafika a 17-18. században; Balassi, Bp., 2004
- A műelemzés lehetőségei. Lessing: Bölcs Nátán, Goethe: Faust I-II., Fontane: Effi Briest; Pro Pannonia, Pécs, 2007 (Pannónia könyvek)
- Tüskés Gábor–Knapp Éva: Germania Hungaria litterata. Deutsch-ungarische Literaturverbindungen in den frühen Neuzeit; Weidler, Berlin, 2008 (Studium litterarum)
- Knapp Éva–Tüskés Gábor: Sedes Musarum. Neolatin irodalom, tudománytörténet és irodalomelmélet a kora újkori Magyarországon; Debreceni Egyetemi Kiadó, Debrecen, 2009 (Csokonai könyvtár)
- Hagyomány és kritika. Könyvek, könyvbírálatok a kora újkori irodalom és művelődés történetéhez; MTA Bölcsészettudományi Kutatóközpont, Bp., 2013
- Zur Metamorphose des Schelms im modernen Roman. Jenő J. Tersánszky: Marci Kakuk; MV Wissenschaft, Münster, 2015
- Tüskés Gábor–Knapp Éva: A Fortunatustól a Törökországi levelekig. Válogatott tanulmányok; Universitas–MTA BTK ITI, Bp., 2015 (Historia litteraria)
- Tüskés Gábor–Knapp Éva: Litterae Hungariae. Transformationsprozesse im europäischen Kontext (16–18. Jahrhundert); MV Wissenschaft, Münster, 2018
- Tüskés Gábor–Knapp Éva: A textualizált Rákóczi; Balassi, Budapest, 2023
- Tüskés Gábor–Knapp Éva: "testetlen ige egy szellemi hazában" Mikes Kelemen, Budapest, Balassi Kiadó, 2024

## Kritikai kiadások
- Déri Balázs–Kovács Ilona–Tüskés Gábor (s.a.r): II. Rákóczi Ferenc meditációi = Meditationes Pricipis Francisci II. Rákóczi. Budapest, Balassi, 1997. (Archivum Rákóczianum III/V)
- Kelemen Mikes: Lettres de Turquie. Édition critique sous la direction de Gábor Tüskés. Avant-propos de'Antal Szerb. Introduction par Jean Bérenger. Traduction par Krisztina Kaló et Thierry Fouilleul. Étude et notes établies par Ferenc Tóth. Édition revue et préparée par Michel Marty, Paris, Honoré Champion, 2011, 384 p.
- François II Rákóczi: Confession d’un pécheur. Traduite du latin par Chrysostome Jourdain: Édition critique avec introductions et notes établies sous la direction de Gábor Tüskés. Avant-propos de Jean Garapon. Avec la collaboration de Csenge E. Aradi, Ildikó Gausz, Zsuzsanna Hámori Nagy, Réka Lengyel, Zsolt Szebelédi, Ferenc Tóth et Anna Tüskés. Édition revue et préparée par Michel Marty, Paris, Honoré Champion, 2020.
- Zolnai Béla: Garázda Péter vallomásai: Kritikai kiadás, s.a.r. Tüskés Anna, tárgyi és szövegkritikai jegyzetek Tüskés Anna és Tüskés Gábor, kísérőtanulmány Tüskés Gábor, Budapest, HUN-REN Bölcsészettudományi Kutatóközpont Irodalomtudományi Intézet, MTA Könyvtár és Információs Központ, 2024, 421 p.

## Forráskiadások
- Tüskés Gábor–Kovács Ilona–Köpeczi Béla (s.a.r): Correspondance de François II Rákóczi et de la Palatine Elżbieta Sieniawska 1704-1727. Budapest, Balassi, 2004.
- Péter Lőkös–Gábor Tüskés (szerk.): Obsidio Agriae Anno 1552.: Texte zur Rezeption eines ungarischen Geschichtsstoffes. Eger, Eszterházy Károly Tanárképző Főiskola (EKTF), 2008.
- Mikes Kelemen: Constantinápolyban gróf P… E… írott leveli M… K… (Törökországi levelek). Budapest–Eger, MTA Irodalomtudományi Intézet, 2011.
- Knapp Éva–Tüskés Gábor (vál., szerk., előszó)–Tüskés Anna (a képanyag összeállításában közreműködött): Az Esterházy család és a magyarországi művelődés: Képek és szövegek a XVII-XIX. századból. Budapest, MTA Bölcsészettudományi Kutatóközpont, 2013.
- Tüskés Gábor (szerk.)–Lengyel Réka (a szerk. munkatársa): Magyarországi gondolkodók, 18. század: Bölcsészettudományok, I. Budapest, Kortárs, 2010.
- Tüskés Gábor–Lengyel Réka (szerk.): Magyarországi gondolkodók, 18. század: Bölcsészettudományok, II. Budapest, Kortárs, 2015.
- Lengyel Réka–Tüskés Gábor (szerk.): Learned Societies, Freemasonry, Sciences and Literature in 18th-century Hungary: A Collection of Documents and Sources. Budapest, MTA Bölcsészettudományi Kutatóközpont Irodalomtudományi Intézet, 2017.
- Csörsz Rumen István–Hegedüs Béla–Kiss Margit–Lengyel Réka–Tüskés Gábor (szerk.): Fénykeresők. Felvilágosult társaságok, irodalom és tudomány Közép-Európában. Kommentált forrásgyűjtemény a Magyar Nemzeti Múzeum kamarakiállításához 2017. október = Lichtsucher. Aufgeklärte Sozietäten, Literatur und Wissenschaft in Mitteleuropa. Kommentierte Quellensammlung zur Kabinettausstellung des Ungarischen Nationalmuseums Oktober 2017. Budapest, Magyar Nemzeti Múzeum, MTA Bölcsészettudományi Kutatóközpont Irodalomtudományi Intézet, 2017.
- Tüskés Anna–Tüskés Gábor (szerk.): Critica: Források az irodalom- és kultúratudományi szakkritika történetéhez 1986–2020. Sources for the History of Criticism of Literary and Cultural Studies 1986–2020. Budapest, Reciti, 2020.
- Tüskés Gábor–Tüskés Anna: „Drága Tanárnő!” Irodalom- és művelődéstörténeti források Tüskés Tiborné hagyatékából (1949–1997). Emlékezések (2019, 2021). Budapest, Reciti, 2021.

## Szerkesztett kötetek
- "Mert ezt Isten hagyta...": Tanulmányok a népi vallásosság köréből. Budapest, Magvető, 1986.
- Hopp Lajos–Pintér Márta Zsuzsanna–Tüskés Gábor (szerk.): Irodalom, történelem, folklór: Mikes Kelemen születésének 300. évfordulójára: a budapesti Mikes-konferencián elhangzott előadások. Debrecen, Ethnica, 1992.
- Hopp Lajos: Mikes Kelemen: Életút és írói pályakezdet. Budapest, Universitas, 2000.
- Hopp Lajos: A fordító Mikes Kelemen. Budapest, Universitas, 2002.
- Tüskés Gábor (szerk.)–Csörsz Rumen István–Hegedűs Béla (a szerkesztő munkatársai): Bod Péter, a historia litteraria művelője. Budapest, Universitas, 2004.
- Dieter Breuer–Gábor Tüskés (szerk.): Das Ungarnbild in der deutschen Literatur der frühen Neuzeit: Der Ungarische oder Dacianische Simplicissimus im Kontext barocker Reiseerzählungen und Simpliziaden. Bern, Peter Lang, 2005.
- Csörsz Rumen István–Hegedűs Béla–Tüskés Gábor (szerk.)–Bretz Annamária (a szerkesztők munkatársa): Historia litteraria a XVIII. században. Budapest, Universitas, 2006.
- Wilhelm Kühlmann–Gábor Tüskés (szerk.)–Sándor Bene (a szerkesztők munkatársa): Militia et litterae: Die beiden Nikolaus Zrínyi und Europa. Tübingen, Max Niemeyer , 2009.
- Gábor Tüskés–Dieter Breuer (szerk.)–Rumen István Csörsz–Béla Hegedűs (a szerkesztők munkatársai): Fortunatus, Melusine, Genovefa: Internationale Erzählstoffe in der deutschen und ungarischen Literatur der Frühen Neuzeit. Bern, Peter Lang, 2010.
- Tüskés Gábor (szerk.)–Lengyel Réka (a szerk. munkatársa): Az vagyok, aki voltam, és az leszek, aki vagyok: Mikes Kelemen füveskönyve: Válogatás a teljes életműből. Szeged, Lazi, 2011.
- Gábor Tüskés (szerk.)–Bernard Adams–Thierry Fouilleul–Klaus Haberkamm (a szerkesztő munkatársai): Literaturtransfer und Interkultralität im Exil - Transmission of Literature and Intercultural Discourse in Exile - Transmission de la littérature et interculturalité en exil: Das Werk von Kelemen Mikes im Kontext der europäischen Aufklärung - The Work of Kelemen Mikes in the Context of Europen Enlightment - L’oevre de Kelemen Mikes dans le contexte des Lumière européennes. Bern, Peter Lang, 2012.
- Tüskés Gábor (szerk.)–Csörsz Rumen István–Hegedűs Béla–Lengyel Réka (a szerkesztő munkatársai): Író a száműzetésben: Mikes Kelemen. Budapest, Universitas, 2012.
- Lajos Hopp: Un épistolier et traducteur littéraire à l’orée des Lumières: Kelemen Mikes. Recueil d’essais. Sajtó alá rendezte: Tüskés, Gábor–Vörös, Imre–Tüskés, Anna–Béatrice Dumiche–Kaló, Krisztina. Szeged, JATEPress, 2014.
- In memoriam Tüskés Tibor: Emlékezések, esszék, dokumentumok. Budapest, Reciti, 2014.
- Tüskés Gábor (szerk.)–Bretz Annamária (munkatárs)–Kecskeméti Gábor (a képeket válogatta): "Jól őrizd helyedet": Emlékezések Tarnai Andorra. Budapest, Reciti, 2014.
- Dieter Breuer–Tüskés, Gábor (szerk.)–Lengyel, Réka (a szerkesztők munkatársa): Aufgeklärte Sozietäten, Literatur und Wissenschaft in Mitteleuropa. Berlin, Walter de Gruyter, 2019.
- Lengyel, Réka–Tüskés, Gábor (szerk.): Vergil, Horaz und Ovid in der ungarischen Literatur 1750–1850. Wien, Praesens, 2020.
- Wilhelm Kühlmann–Tüskés, Gábor (szerk.)–Lengyel, Réka–Ladislaus Ludescher (a szerkesztők munkatársai): Ungarn als Gegenstand und Problem der fiktionalen Literatur (ca. 1550–2000). Heidelberg, Universitätsverlag Winter, 2021.
- Tüskés, Gabor–Christoph Schmitt-Maaß (szerk.)–Michel Marty (a szerkesztők munkatársa): Jansenisms and Literature in Central Europe / Jansenismen und Literatur in Mitteleuropa / Jansénismes et littérature en Europe centrale. Bern–Berlin–Bruxelles, Peter Lang, 2023.

### MTMT-publikációk,
Magyar Tudományos Művek Tára – Tüskés Gábor adatlapja.

## Díjai, kitüntetései
- 2004: Klaniczay-díj (megosztott)[4]
- 2012: Tarnai Andor-díj[5]
- 2015: Humboldt-díj[6]
- 2018: Szent László-díj[7]